# Xaniona rubrovenosa
Xaniona rubrovenosa är en insektsart som först beskrevs av Fokker 1900.  Xaniona rubrovenosa ingår i släktet Xaniona och familjen dvärgstritar. Inga underarter finns listade i Catalogue of Life.